# شهرک ملیر
ملیر تاون (به انگلیسی: Malir Town) یک شهر در پاکستان است که در کراچی واقع شده‌است. ملیر تاون ۹۸۱٬۲۷۰ نفر جمعیت دارد.